# La Dernière Cible (film, 2003)
Pour les articles homonymes, voir La Dernière Cible et The Poet.
Pour plus de détails, voir Fiche technique et Distribution.
La Dernière Cible (titre original : The Poet) est un film policier austro-germano-britannique réalisé par Paul Hills, sorti en 2003.

## Fiche technique
- Titre : La Dernière Cible
- Titre original : The Poet
- Réalisation : Paul Hills
- Scénario : Robert Hammond, Barbara Jago, Emil Meyer et Leslie Ann Proctor
- Musique : Marcel Barsotti et Sofa Surfers
- Photographie : Roger Bonnici
- Montage : Horst Reiter
- Production : Jonathan English, Timothy Ney, Arno Ortmair et Evan Todd
- Société de production : Eclypse Film- und Fernsehproduktions, Film-Line Productions et Meltemi Entertainment
- Pays :  Allemagne,  Autriche et  Royaume-Uni
- Genre : Thriller, drame et romance
- Durée : 100 minutes
- Dates de sortie : 
  -  Allemagne : 20 novembre 2003

## Distribution
- Dougray Scott : Andrei Losin
- Laura Harring : Paula Stern
- Jurgen Prochnow : Max Vashon
- Andrew Lee Potts : Rick Stern
- Erika Marozsan : Eva Klinger
- Mavie Hörbiger : Rita
- Miguel Herz-Kestranek : Hartmann